# 생명의 백과사전
생명의 백과사전(Encyclopedia of Life, EOL)은 과학에 알려진 190만 살아있는 종 전체를 문서화하려는 자유, 온라인 백과사전이다. 모든 알려진 종에 대한 "페이지"를 만들기 위해 콘텐츠를 집계한다. 콘텐츠는 전문가가 큐레이션하고 전 세계의 비전문가의 지원을 요청하는 기존의 신뢰할 수 있는 데이터베이스에서 컴파일된다. 비디오, 소리, 영상, 그래픽은 물론 특징에 대한 정보와 텍스트를 포함한다. 또한 이 백과사전은 세계 주요 박물학 도서관에서 수백만 페이지의 인쇄된 문헌을 디지털화한 생물다양성 유산 도서관에서 종 관련 콘텐츠를 통합한다. BHL 디지털 콘텐츠는 글로벌 이름 프로젝트에서 개발한 분류학적 색인 소프트웨어를 사용하여 유기체 이름으로 색인화된다. EOL 프로젝트는 처음에 US$5천만 달러의 자금 지원 약속에 의해 지원되었으며, 존 D. 와 캐서린 T. 맥아더 재단과 앨프리드 P. 슬론 재단이 각각 US$2천만 달러와 US$5백만 달러를 제공했다. 추가 US$2천5백만 달러는 5개의 초석 기관, 즉 필드 박물관, 하버드 대학교, 해양 생물학 연구소, 미주리 식물원, 스미스소니언 협회에서 나왔다. 이 프로젝트는 처음에 짐 에드워즈와 데이비드 패터슨의 개발 팀이 이끌었다. 오늘날 참여 기관 및 개인 기부자는 재정적 기여를 통해 EOL을 계속 지원하고 있다.

## 개요
EOL은 2008년 2월 26일에 3만 개 항목으로 라이브되었다. 이 사이트는 즉시 엄청난 인기를 얻었으며, 1천1백만 건 이상의 조회가 요청되었을 때 임시로 이틀 동안 데모 페이지로 되돌아가야 했다.
이 사이트는 2011년 9월 5일에 재설계된 인터페이스 및 도구와 함께 다시 시작되었다. EOLv2라고 하는 새 버전은 일반 대중, 시민 과학자, 교육자 및 전문 생물학자의 요청에 따라 더 매력적이고 접근 가능하며 개인적인 사이트를 위해 개발되었다. EOLv2는 사용성을 향상하고 사용자의 기여 및 상호 작용을 장려하기 위해 재설계되었다. 또한 영어, 독일어, 스페인어, 프랑스어, 갈리시아어, 세르비아어, 마케도니아어, 아랍어, 중국어, 한국어 및 우크라이나어 사용자를 위한 인터페이스를 제공하여 국제화되었다. 2014년 1월 16일, EOL은 모든 분류군에 대한 유기체 특성, 측정, 상호 작용 및 기타 사실을 검색할 수 있는 공개 디지털 저장소인 TraitBank를 시작했다.
이 계획의 집행 위원회에는 리빙 오스트레일리아 아틀라스, 생물다양성 유산 도서관 컨소시엄, 중국과학원, CONABIO, 필드 박물관, 하버드 대학교, 신 알렉산드리아 도서관(알렉산드리아 도서관), 존 D. 와 캐서린 T. 맥아더 재단, 해양 생물학 연구소, 미주리 식물원, 앨프리드 P. 슬론 재단 및 스미스소니언 협회의 고위 책임자들이 포함된다.

## 의도
많은 종에 대한 정보는 이미 다양한 출처에서 얻을 수 있으며, 특히 거대동물에 대한 정보가 많다. 현재 사용 가능한 190만 종 전체의 자료를 수집하는 데는 약 10년이 걸릴 것이다. 2011년 09월 기준, EOL은 70만 종 이상의 정보를 60만 장 이상의 사진과 수백만 페이지의 스캔된 문헌과 함께 제공한다. 이 계획은 Species 2000과 ITIS, 생명의 카탈로그, Fishbase 및 미국 국립과학재단의 생명 프로젝트 조립, AmphibiaWeb, Mushroom explorer, micro*scope 등을 포함한 다른 노력이 편집한 정보의 색인에 의존한다. 처음에는 살아있는 종에 초점을 맞추었지만 나중에는 멸종된 종도 포함할 것이다. 새로운 종의 발견은 계속될 것으로 예상되므로(현재 연간 약 20,000종), 백과사전은 계속 성장할 것이다. 분류 체계가 분자 기술로 발견된 종을 포함하는 새로운 방법을 찾음에 따라 새로운 추가 비율은 특히 (eu)박테리아, 고세균 및 바이러스에 대한 미생물 작업에 대해 증가할 것이다. EOL의 목표는 전 세계의 일반 대중, 열정적인 아마추어, 교육자, 학생 및 전문 과학자를 위한 자료 역할을 하는 것이다.

## 자료 및 협력
생명의 백과사전은 다른 온라인 자료 출처에서 자료를 수집하는 집계 환경이다. 신뢰할 수 있는 데이터베이스의 인용을 통해 정보에 대한 전체 출처를 제공한다. 학술 연구를 출판하는 전문 연구자는 기본 자료를 직접 인용해야 한다. 현재 사용자는 EOL의 항목을 직접 편집할 수 없지만 사이트에 등록하여 관련 정보, 질문, 가능한 수정, 출처 및 잠재적 업데이트를 논의하거나, 영상 및 소리를 기여하거나, 기술 지원 서비스에 자원할 수 있는 전문가 커뮤니티에 가입할 수 있다. 인터페이스는 Translatewiki.net에서 번역된다.
EOL은 '분류학적 지능'을 통합함으로써 독특해졌다. 이것은 분류학자의 관행을 모방하려는 성장하는 알고리즘 배열이다. 이러한 도구에는 유기체에 대해 다른 이름을 사용하여 다른 데이터베이스에 입력된 자료를 결합할 수 있도록 하는 이름 해결이 포함되었다. 계층적 분류 시스템의 구성 요소는 자료 검색을 드릴 다운하거나 확장하는 데 사용할 수 있다. 다른 분류 체계의 공통 구성 요소는 사용자가 여러 분류를 사용하여 탐색하고 체계를 돌아다닐 수 있도록 하는 데 사용되었다. 이 이니셔티브는 많은 생물학적 데이터베이스의 주요 문제를 극복했다. 그것은 다양성을 반영할 수 없는 엄격하고 단일한 분류 구조 또는 종 및 다른 분류군 이름의 해석 방식에 대한 발전하는 개념을 갖는 것이다. 이름 관리 시스템은 글로벌 네임즈(Global Names) 프로젝트에서 계속 개발되고 있다.

## 같이 보기
- 은하대백과사전
- 위키생물종